# Certificazione human-rating
La certificazione human-rating, nota anche come man-rating o crew-rating, è la certificazione di un veicolo spaziale o di un lanciatore in grado di trasportare persone in sicurezza. Non esiste uno standard particolare per la certificazione di un veicolo spaziale o di un veicolo di lancio e le varie entità che lanciano o pianificano di lanciare tali veicoli spaziali, specificano i requisiti per i loro sistemi particolari per ottenere la certificazione human-rating.

## NASA
Un'entità che applica la certificazione human-rating è l'agenzia spaziale civile del governo degli Stati Uniti, la NASA. La certificazione human-rating della NASA richiede non solo che un sistema sia progettato per essere tollerante ai guasti e per proteggere l'equipaggio anche se si verifica un guasto irreversibile, ma anche che gli astronauti a bordo di una navicella spaziale certificata abbiano un certo controllo su di esso. Questa serie di requisiti tecnici e il processo di certificazione associato per i sistemi spaziali con equipaggio si aggiungono agli standard e ai requisiti per tutti i programmi di volo spaziale della NASA.
Lo sviluppo dello Space Shuttle e della Stazione spaziale internazionale è precedente agli attuali requisiti di certificazione human-rating della NASA. Dopo gli incidenti del Challenger e del Columbia, i criteri utilizzati dalla NASA per i veicoli spaziali certificati sono stati resi più severi.

### Commercial Crew Program
Gli standard human-rating del Commercial Crew Program (CCP) della NASA richiedono che la probabilità di una perdita in salita non superi 1 su 500 e che la probabilità di una perdita in discesa non superi 1 su 500. Il rischio complessivo di perdita della missione, che include il rischio del veicolo da micrometeoriti e detriti orbitali mentre si è in orbita per un massimo di 210 giorni, non deve essere superiore a 1 su 270. L'accelerazione massima sostenuta deve essere limitata a 3 g.
La United Launch Alliance (ULA) ha pubblicato un documento presentato all'AIAA che descrive in dettaglio le modifiche ai suoi veicoli di lancio Delta IV e Atlas V che sarebbero necessari per conformarsi allo standard NASA 8705.2B. Da allora ULA ha ricevuto 6,7 milioni di dollari dal programma CCDev (Commercial Crew Development) della NASA per lo sviluppo di un sistema di rilevamento di emergenza, uno dei pezzi finali che sarebbero necessari per rendere questi lanciatori adatti al volo spaziale umano.
SpaceX sta usando Crew Dragon, lanciata su un razzo Falcon 9 Block 5, per trasportare l'equipaggio sulla ISS. Crew Dragon ha effettuato il suo primo volo di prova senza equipaggio (Demo-1) nel marzo 2019 e il primo volo con equipaggio (Demo-2), nel maggio 2020. A seguito del successo della missione Demo-2, la Crew Dragon, compresi il razzo Falcon 9 e i sistemi di terra associati, sono stati certificati al livello human-rating, diventando il primo nuovo veicolo spaziale per il trasporto dell'equipaggio ad essere certificato dalla NASA per i voli regolari con gli astronauti dopo lo Space Shuttle che avvenne quasi 40 anni fa.
Boeing sta sviluppando la navicella Starliner come parte del Commercial Crew Program.

## Altre agenzie spaziali
La agenzia spaziale russa Roscosmos, l'agenzia spaziale indiana ISRO, l'agenzia spaziale cinese (CNSA) e ogni costruttore di sistemi di volo spaziale privato stabiliscono tipicamente i propri criteri specifici da soddisfare prima di trasportare esseri umani su qualsiasi sistema di trasporto spaziale.